# Giorgio Ursi
Giorgio Ursi (1 de setembro de 1943 — 8 de outubro de 1982) foi um ciclista italiano. Ele era de etnia esloveno e era também conhecido como Jurij Uršič.

## Carreira olímpica
Ursi participou nos Jogos Olímpicos de 1964 em Tóquio, no Japão, onde conquistou uma medalha de prata na prova de perseguição individual, atrás de Jiří Daler e Preben Isaksson.